# Uzonit
Uzonit ist ein sehr selten vorkommendes Mineral aus der Mineralklasse der „Sulfide und Sulfosalze“ mit der chemischen Zusammensetzung As4S5 und damit chemisch gesehen ein Arsensulfid.
Uzonit kristallisiert im monoklinen Kristallsystem und entwickelt winzige, prismatische Kristalle bis etwa 0,5 mm Größe, die nach der c-Achse [001] gestreckt und parallel der Oktaeder-Flächen eine feine Streifung aufweisen. Bekannt sind auch kreuzförmige Kristallzwillinge. Meist findet sich Uzonit jedoch in Form faseriger Mineral-Aggregate oder krustiger Überzüge und Ausblühungen. Die Kristalle selbst sind durchsichtig und von kräftig gelber, im Auflicht auch grauweißer Farbe mit hellgelben Innenreflexen. Aggregatformen wirken dagegen eher undurchsichtig und weisen einen perl- bis schwach fettähnlichen Glanz auf. Als idiochromes Mineral hinterlässt Uzonit auch auf der Strichtafel einen gelben Strich.

## Etymologie und Geschichte

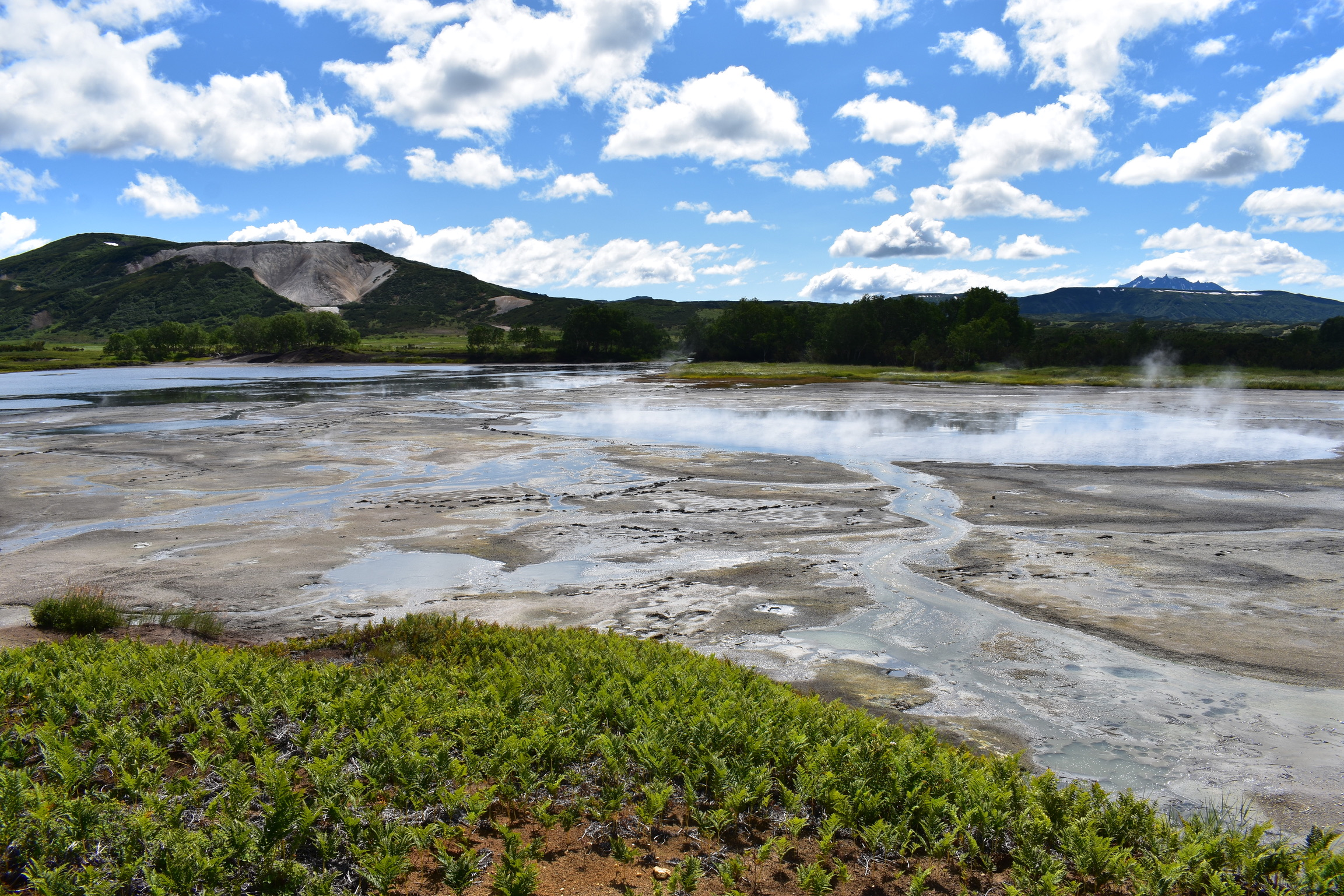
Blick auf einen Teil des Thermalfeldes der Uson-Caldera

Die synthetische Verbindung Tetraarsenpentasulfid (englisch: tetra-arsenic pentasulphide; As4S5) konnte bereits 1973 durch Harold J. Whitfield dargestellt und deren Kristallstruktur entschlüsselt werden.
Als natürliche Mineralbildung wurde Uzonit erstmals im zentralen Thermalfeld in der Uson-Caldera (englisch Uzon; russisch Узон) auf der zum russischen Föderationskreis Ferner Osten gehörenden Halbinsel Kamtschatka entdeckt. Die Analyse und Erstbeschreibung erfolgte durch V. I. Popowa und V. O. Poljakow (englisch: V. I. Popova, V. O. Polyakov; russisch: В. И. Попова, В. О. Поляков), die das Mineral nach dessen Typlokalität benannten.
Popowa und Poljakow reichten ihre Untersuchungsergebnisse und den gewählten Namen 1984 zur Prüfung bei der International Mineralogical Association ein (interne Eingangsnummer der IMA: 1984-027), die den Uzonit als eigenständige Mineralart anerkannte. Die Publikation der Erstbeschreibung folgte im Jahr darauf im russischen Fachmagazin Sapiski Wsessojusnogo Mineralogitscheskogo Obschtschestwa (russisch Записки Всесоюзного Минералогического Общества, englisch Zapiski Vsesoyuznogo Mineralogicheskogo Obshchestva) und wurde 1985 mit der Publikation New Mineral Names im englischsprachigen Fachmagazin American Mineralogist bestätigt.
Das Typmaterial des Minerals wird in der Mineralogischen Sammlung des Naturwissenschaftlichen Museums des Naturschutzgebiets Ilmen (MSRI) in Miass unter der Sammlungsnummer. 3911 und im Mineralogischen Museum, benannt nach A. J. Fersman (FMM) der Russischen Akademie der Wissenschaften in Moskau (beides Russland) unter der Katalognummer 87574 aufbewahrt.
Da das Mineral in der russischen Originalbeschreibung als Узонит bezeichnet wird, müsste der Name bei korrekter Transkription aus dem Russischen ins Deutsche Usonit lauten. Allerdings stützen sich bisher bekannte deutschsprachige Quellen auf die englische Übersetzung Uzonite, die auch in der russischen Originalbeschreibung (neben der alternativen Bezeichnung Usonite) publiziert und von der IMA anerkannt wurde. Im Deutschen wird nur das im Englischen übliche ‚e‘ weggelassen.

## Klassifikation
Da der Uzonit erst 1984 als eigenständiges Mineral anerkannt wurde, ist er in der letztmalig 1977 überarbeiteten 8. Auflage der Mineralsystematik nach Strunz noch nicht verzeichnet.
In der zuletzt 2018 überarbeiteten Lapis-Systematik nach Stefan Weiß, die formal auf der alten Systematik von Karl Hugo Strunz in der 8. Auflage basiert, erhielt das Mineral die System- und Mineralnummer II/F.02-060. Dies entspricht der Klasse der „Sulfide und Sulfosalze“ und dort der Abteilung „Sulfide mit nichtmetallischem Charakter“, wo Uzonit zusammen mit Alacránit, Anauripigment, Auripigment, Bonazziit, Dimorphin, Duranusit, Laphamit, Pararealgar und Realgar eine unbenannte Gruppe mit der Systemnummer II/F.02 bildet.
Die von der International Mineralogical Association (IMA) zuletzt 2009 aktualisierte 9. Auflage der Strunz’schen Mineralsystematik ordnet den Uzonit in die neu definierte Abteilung „Sulfide von Arsen, Alkalien; Sulfide mit Halogeniden, Oxiden, Hydroxiden, H2O“ ein. Diese ist weiter unterteilt nach den in der Verbindung vorherrschenden Elemente, so dass das Mineral entsprechend seiner Zusammensetzung in der Unterabteilung „mit As, (Sb), S“ zu finden ist, wo es als einziges Mitglied eine unbenannte Gruppe mit der Systemnummer 2.FA.25 bildet.
In der vorwiegend im englischen Sprachraum gebräuchlichen Systematik der Minerale nach Dana hat Uzonit die System- und Mineralnummer 02.08.22.03. Das entspricht ebenfalls der Klasse der „Sulfide und Sulfosalze“ und dort der Abteilung „Sulfidminerale“. Hier findet er sich innerhalb der Unterabteilung „Sulfide – einschließlich Seleniden und Telluriden – mit der Zusammensetzung AmBnXp, mit (m+n) : p = 1 : 1“ in der „Realgargruppe“, in der auch Realgar, Pararealgar und Alacránit eingeordnet sind.

## Chemismus
In der (theoretisch) idealen, das heißt stoffreinen Zusammensetzung besteht Uzonit (As4S5) aus Arsen (As) und Schwefel (S) im Stoffmengenverhältnis von 4 : 5, was einem Massenanteil von 65,15 Gew.-% As und 34,85 Gew.-% S entspricht.
Die Auswertung von drei Mikrosondenanalysen am Typmaterial aus der Uson-Caldera ergab eine nur wenig abweichende Zusammensetzung von 64,65 Gew.-% As und 34,09 Gew.-% S, die mit der empirischen Formel As4,03S4,97, die zur oben genannten Reinformel idealisiert wurde.

## Kristallstruktur
Uzonit kristallisiert in der monoklinen Raumgruppe P21/m (Raumgruppen-Nr. 11) mit den Gitterparametern a = 7,98 Å; b = 8,10 Å; c = 7,09 Å und β = 100,1° sowie zwei Formeleinheiten pro Elementarzelle.

## Bildung und Fundorte
An seiner Typlokalität an der Uson-Caldera auf Kamtschatka im Fernen Osten Russlands fand sich Uzonit verwachsen mit Realgar in den Porenräumen von Tuffstein-Sedimenten in einer Tiefe von etwa 10 bis 30 cm. Neben Realgar traten als weitere Begleitminerale noch Alacránit, Auripigment, Cinnabarit, Pyrit, gediegen Schwefel und Stibnit sowie noch unbenanntes kubisches α–Arsensulfid und amorphe Arsensulfide auf.
Außer an der genannten Typlokalität fand sich Uzonit bisher nur noch auf der großen Halde des Hüttenwerks Saxonia im Industriegebiet Muldenhütten im Landkreis Mittelsachsen, in einer niedrigthermalen Arsen-Lagerstätte etwa 5 km nördlich vom Ciomadu-Vulkangebiet bei Lăzăreşti im Kreis Harghita in Rumänien sowie in arsenreichen Minenabfällen im Goldminenaufbereitungsgebiet der Prohibition Mine bei Reefton auf der Südinsel von Neuseeland (Stand 2024).